# Delia abstracta
Delia abstracta este o specie de muște din genul Delia, familia Anthomyiidae. A fost descrisă pentru prima dată de Huckett în anul 1965.
Este endemică în Northwest Territories. Conform Catalogue of Life specia Delia abstracta nu are subspecii cunoscute.